# 六郷用水

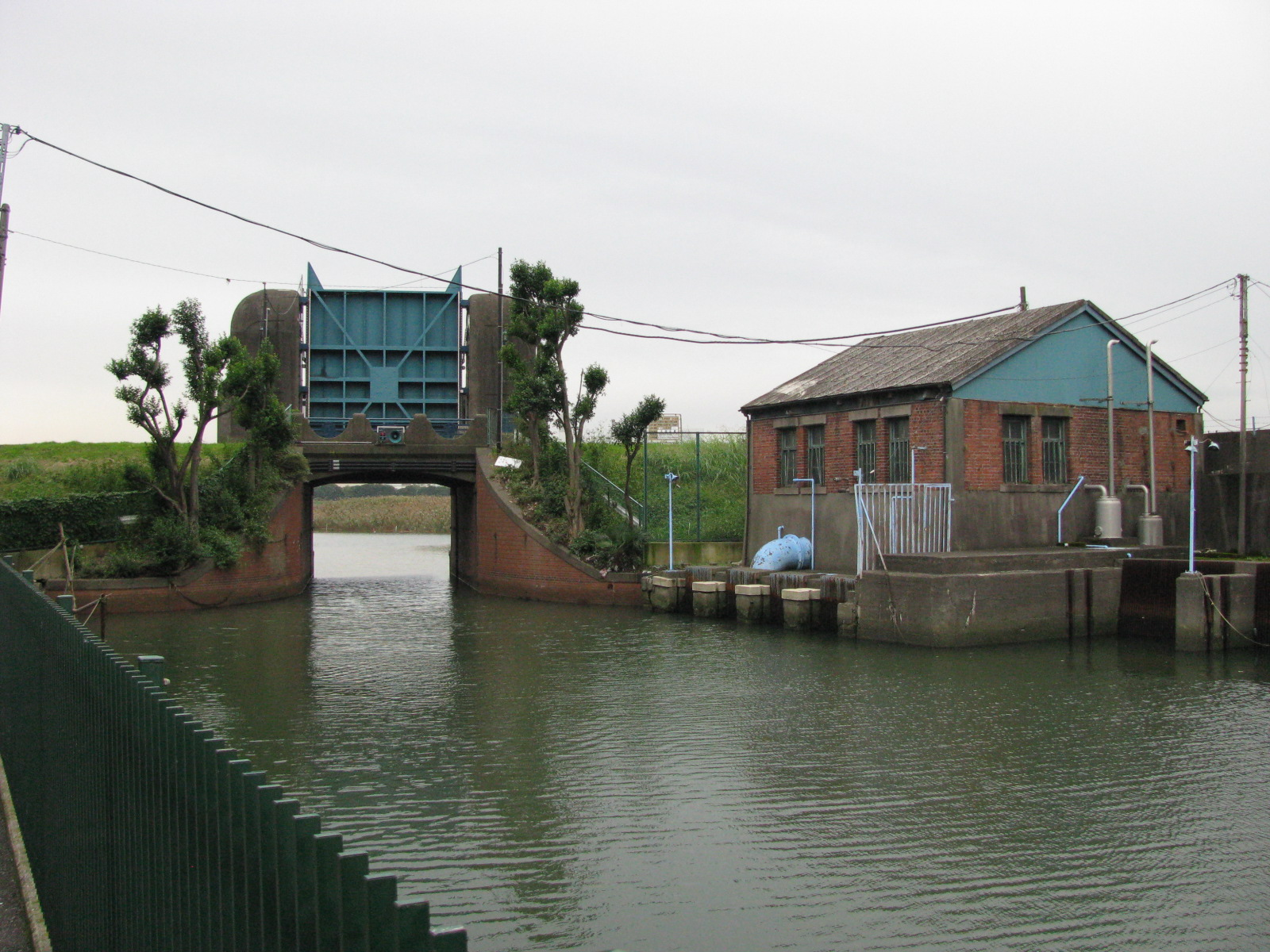
多摩川への排水口にある六郷水門（奥が多摩川）

六郷用水（ろくごうようすい）は、東京都（旧武蔵国）にかつて存在した用水路。
建設指揮監督者小泉次大夫の名を取って次大夫堀（じだゆうぼり）とも呼ばれる。

## 概要

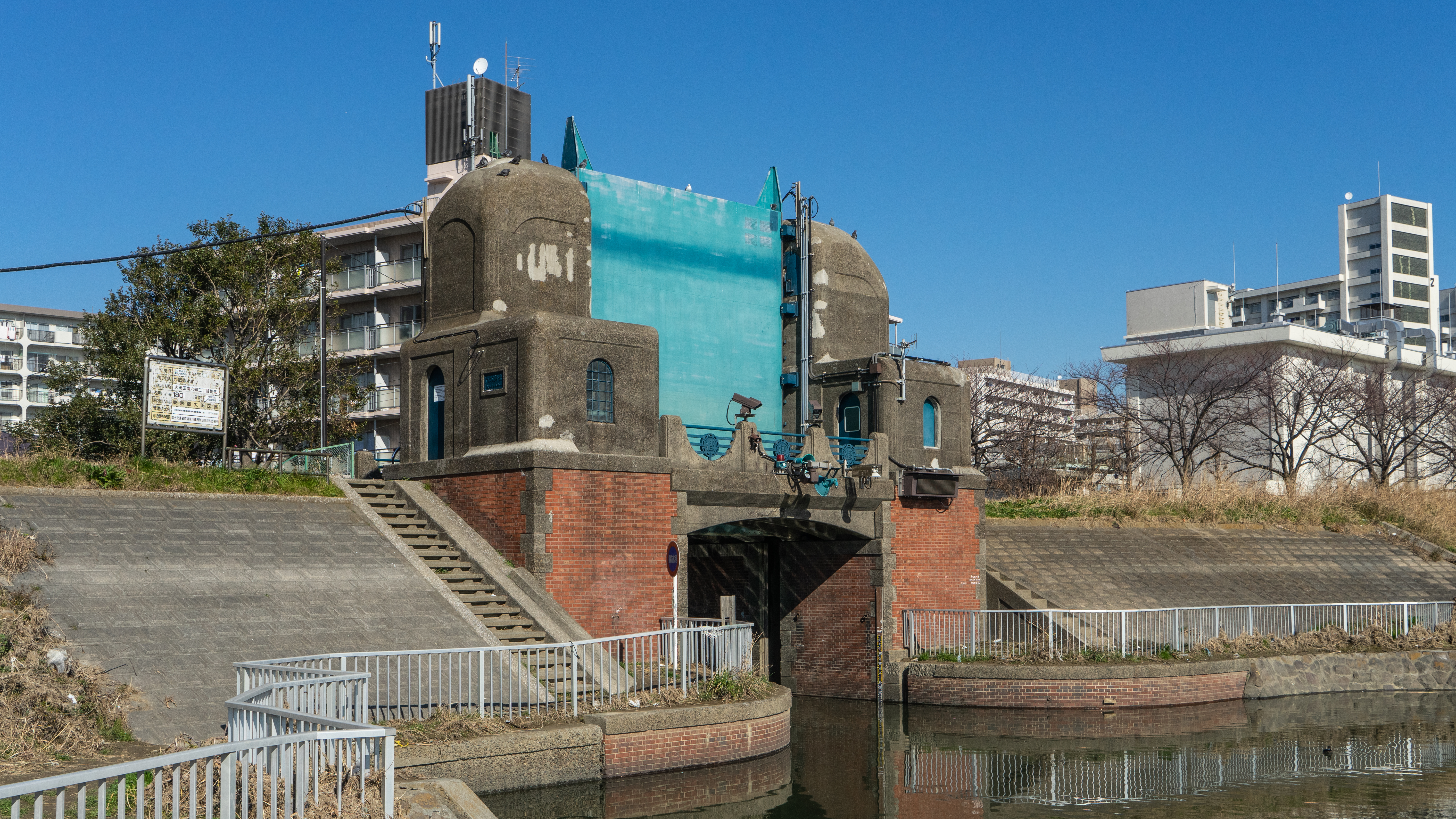
六郷水門（大田区南六郷）

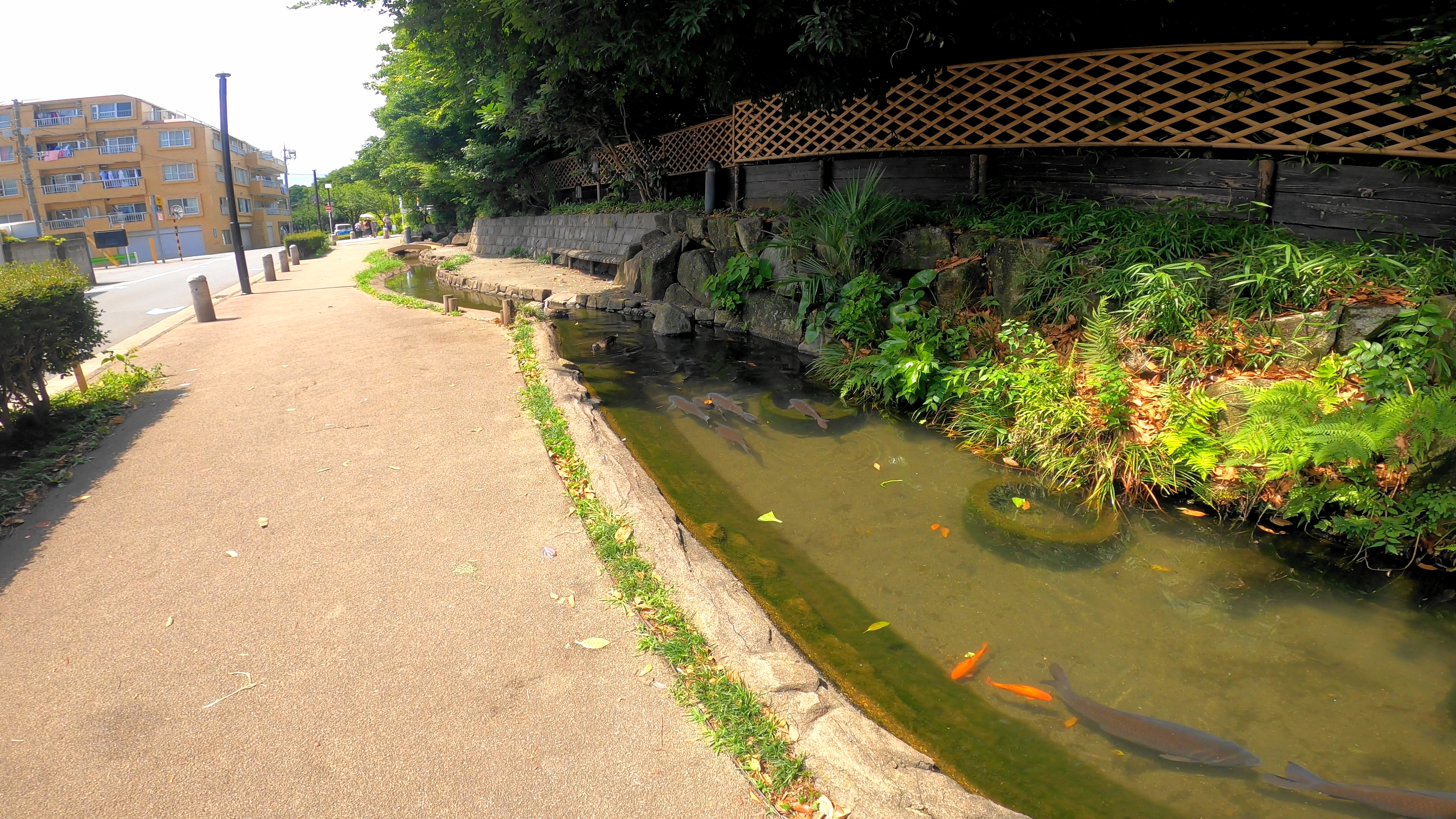
再現された用水路と遊歩道（大田区田園調布南）

多摩郡和泉村（現在の東京都狛江市元和泉）の多摩川を水源とし、世田谷領と六郷領、つまり現在の狛江市から世田谷区を通り大田区に至る用水路であった。総延長は23キロメートルで、49の村の約1,500ヘクタールに、主に農業用水として水を供給した。
多摩川の対岸の川崎市を流れる二ヶ領用水（同じく小泉次太夫が建設指揮監督）と合わせて四ヶ領用水（よんかりょうようすい）とも呼ばれる。

## 歴史
1597年（慶長2年）からの14年かけて用水が開削された。開通後100年を経過したころ荒廃したが、1725年（享保10年）に代官田中丘隅（休愚）の手により改修された。この改修は、二ヶ領用水と並行して行われた。この改修後、世田谷領でも六郷用水が利用できるようになった。
廃止されたのは1945年（昭和20年）である。宅地化が進み、大半は1970年代（昭和40年代）までに埋め立てられたか雨水用の下水道となった。流路の大半が失われたため「幻の六郷用水」と呼ぶ向きもある。
一部区間（世田谷区岡本から大田区田園調布）は丸子川として残っている。また、世田谷区喜多見では、同じ場所に野川からの取水により次大夫堀が再現されて次大夫堀公園になっている。大田区内では、中原街道と鵜の木三丁目の間は湧水を使って再現された用水路が遊歩道と共に整備されており、残りは道路になっている。
現在、用水の跡地は、道路、緑道（遊歩道）、次大夫堀公園のほか、未だ更地の場所もある。なお、六郷用水は既存の多くの河川と分合流あるいは交差していた。
「旧六郷用水の文化遺産保存事業」で1988年（昭和63年）に、手づくり郷土賞（ふるさとに恵みを与える川）受賞。2021年（令和3年）に六郷水門は土木学会選奨土木遺産に選ばれる。

## 流路
- 狛江市（現在の六郷さくら通り→いちょう通り→世田谷通り南縁）
- 世田谷区（現在の滝下橋緑道→野川の北側→次太夫堀公園→仙川水神橋付近→丸子川）
- 大田区（現在の丸子川→多摩川六郷水門）

## 橋梁
- 根河原橋
- 八幡橋
- 治太夫橋
- 調布橋

## 他の河川との分合流・交差
- 野川（六郷用水と合流・分流）
- 入間川（六郷用水に合流）
- 仙川（六郷用水に合流）
- 谷沢川（六郷用水と立体交差）
- 呑川（六郷用水と合流・分流）